# Nephromataceae
Nephromataceae is een botanische naam voor een monotypische familie van korstmossen behorend tot de orde Peltigerales. Het bevat alleen het geslacht Nephroma.